# BK Vlci Žďár nad Sázavou
BK Vlci Žďár nad Sázavou (celým názvem: Basketbalový klub Vlci Žďár nad Sázavou) je český basketbalový klub, který sídlí ve Žďáru nad Sázavou v Kraji Vysočina. Založen byl v roce 1949. V sezóně 2018/19 hraje mužský oddíl ve třetí nejvyšší soutěži. Ženský oddíl působí v téže sezóně na stejné úrovni. Své domácí zápasy odehrávají všechny oddíly v hala TJ ŽĎAS s kapacitou 326 diváků. Klubové barvy jsou modrá a bílá.
Největším úspěchem mužského i ženského oddílu je účast v nejvyšší celostátní soutěži v republice. Mužský oddíl působil v nejvyšší soutěži v sezónách 1994/95–1995/96 a 1997/98. Ženský oddíl působil v nejvyšší soutěži pouze v sezóně 1998/99.

## Historické názvy
Zdroj:
- 1949 – Sokol Žďár nad Sázavou
- 1953 – DSO Spartak Žďár nad Sázavou (Dobrovolná sportovní organisace Spartak Žďár nad Sázavou)
- 1960 – TJ Spartak Žďár nad Sázavou (Tělovýchovná jednota Spartak Žďár nad Sázavou)
- 1962 – TJ ŽĎAS Žďár nad Sázavou (Tělovýchovná jednota Žďárské strojírny a slévárny Žďár nad Sázavou)
- 199? – BK ŽĎAS Žďár nad Sázavou (Basketbalový klub Žďárské strojírny a slévárny Žďár nad Sázavou)
- 2008 – TJ Žďár nad Sázavou (Tělovýchovná jednota Žďár nad Sázavou)
- 2010 – BK Žďár nad Sázavou (Basketbalový klub Žďár nad Sázavou)
- 2017 – BK Vlci Žďár nad Sázavou (Basketbalový klub Vlci Žďár nad Sázavou)

## Umístění v jednotlivých sezonách

### Umístění mužů
Zdroj:
Legenda: ZČ - základní část, červené podbarvení - sestup, zelené podbarvení - postup, fialové podbarvení - reorganizace, změna skupiny či soutěže
| Česko (1994 – ) |                          |           |                 |           |                                           |
| Sezóna          | Název v ročníku          | Úroveň    | Soutěž          | ZČ        | Play-off                                  |
| 1994/95         | BK ŽĎAS Žďár nad Sázavou | 1. úroveň | 1. liga         | 8. místo  | Zápas o 7. místo (prohra)                 |
| 1995/96         | BK ŽĎAS Žďár nad Sázavou | 1. úroveň | 1. liga         | 10. místo | Baráž o udržení (3. místo); sestup        |
| 1996/97         | BK ŽĎAS Žďár nad Sázavou | 2. úroveň | 2. liga         | ?. místo  | Postup                                    |
| 1997/98         | BK ŽĎAS Žďár nad Sázavou | 1. úroveň | 1. liga         | 8. místo  | Zápas o 7. místo (prohra); prodej licence |
| ...             |                          |           |                 |           |                                           |
| 2003/04         | BK ŽĎAS Žďár nad Sázavou | 3. úroveň | 3. liga – sk. C | 4. místo  |                                           |
| 2004/05         | BK ŽĎAS Žďár nad Sázavou | 3. úroveň | 3. liga – sk. C | 4. místo  |                                           |
| 2005/06         | BK ŽĎAS Žďár nad Sázavou | 3. úroveň | 3. liga – sk. C | 3. místo  |                                           |
| 2006/07         | BK ŽĎAS Žďár nad Sázavou | 3. úroveň | 3. liga – sk. C | 2. místo  | Finálová skupina (2. místo)               |
| 2007/08         | BK ŽĎAS Žďár nad Sázavou | 3. úroveň | 2. liga – sk. B | 2. místo  | Finálová skupina (2. místo)               |
| 2008/09         | TJ Žďár nad Sázavou      | 3. úroveň | 2. liga – sk. B | 2. místo  | Finálová skupina (3. místo)               |
| 2009/10         | TJ Žďár nad Sázavou      | 3. úroveň | 2. liga – sk. B | 5. místo  |                                           |
| 2010/11         | BK Žďár nad Sázavou      | 3. úroveň | 2. liga – sk. B | 1. místo  | Finále                                    |
| 2011/12         | BK Žďár nad Sázavou      | 3. úroveň | 2. liga – sk. B | 4. místo  | Semifinále                                |
| 2012/13         | BK Žďár nad Sázavou      | 3. úroveň | 2. liga – sk. B | 3. místo  | Finále (výhra)                            |
| 2013/14         | BK Žďár nad Sázavou      | 3. úroveň | 2. liga – sk. B | 3. místo  | Baráž o 1. ligu (3. místo)                |
| 2014/15         | BK Žďár nad Sázavou      | 3. úroveň | 2. liga – sk. C | 2. místo  | Finále                                    |
| 2015/16         | BK Žďár nad Sázavou      | 3. úroveň | 2. liga – sk. C | 4. místo  |                                           |
| 2016/17         | BK Žďár nad Sázavou      | 3. úroveň | 2. liga – sk. C | 7. místo  |                                           |
| 2017/18         | BK Vlci Žďár nad Sázavou | 3. úroveň | 2. liga – sk. C | 1. místo  | Baráž o 1. ligu (3. místo)                |
| 2018/19         | BK Vlci Žďár nad Sázavou | 3. úroveň | 2. liga – sk. B | 7. místo  | Čtvrtfinále (prohra)                      |
| 2019/20         | BK Vlci Žďár nad Sázavou | 3. úroveň | 2. liga – sk. C | 8. místo  |                                           |

### Umístění žen
Zdroj:
Legenda: ZČ - základní část, červené podbarvení - sestup, zelené podbarvení - postup, fialové podbarvení - reorganizace, změna skupiny či soutěže
| Česko (1998 – ) |                            |           |                    |          |                             |
| Sezóna          | Název v ročníku            | Úroveň    | Soutěž             | ZČ       | Play-off                    |
| 1998/99         | BK ŽĎAS Žďár nad Sázavou   | 1. úroveň | 1. liga            | 8. místo | Sestup                      |
| ...             |                            |           |                    |          |                             |
| 2003/04         | BK ŽĎAS Žďár nad Sázavou   | 3. úroveň | 3. liga – sk. B    | 4. místo | Finálová skupina (3. místo) |
| 2004/05         | BK ŽĎAS Žďár nad Sázavou   | 3. úroveň | 3. liga – sk. B    | 4. místo | Finálová skupina (4. místo) |
| 2005/06         | BK ŽĎAS Žďár nad Sázavou   | 3. úroveň | 3. liga – sk. B    | 6. místo | Play-out (3. místo); sestup |
| ...             |                            |           |                    |          |                             |
| 2014/15         | BK Žďár nad Sázavou        | 4. úroveň | Oblastní přebor I. | 3. místo |                             |
| 2015/16         | BK Žďár nad Sázavou        | 4. úroveň | Oblastní přebor I. | 2. místo | Postup                      |
| 2016/17         | BK Žďár nad Sázavou        | 3. úroveň | 2. liga – sk. B    | 8. místo |                             |
| 2017/18         | BK Žďár nad Sázavou        | 3. úroveň | 2. liga – sk. B    | 5. místo | Play-out (1. místo)         |
| 2018/19         | BK Vlčice Žďár nad Sázavou | 3. úroveň | 2. liga – sk. B    |          |                             |